# Dúo Humo
El Dúo Humo es un dueto español de música pop formado por Fernando Romero y Miguel Ciaurriz a principios de los años 1970 en la ciudad de Valencia. Son conocidos principalmente por ser la única banda musical que tuvo al cantante valenciano Nino Bravo como productor de sus discos.

## Historia
Lanzaron su primer sencillo, titulado Humo es Humo, en 1974, bajo el sello Polydor y con la producción de Brani, empresa de representación artística cuyo nombre está formado por las primeras sílabas de "Nino Bravo".  
El 16 de abril de 1973 se dirigían a Madrid desde Valencia para producir su primer disco y acompañaban a Nino Bravo en su BMW 2800 de 1970 cuando sucedió un accidente donde falleció el cantante Nino Bravo. Sin embargo, los integrantes del dúo sobrevivieron al mortal percance.